# Marian Diamond

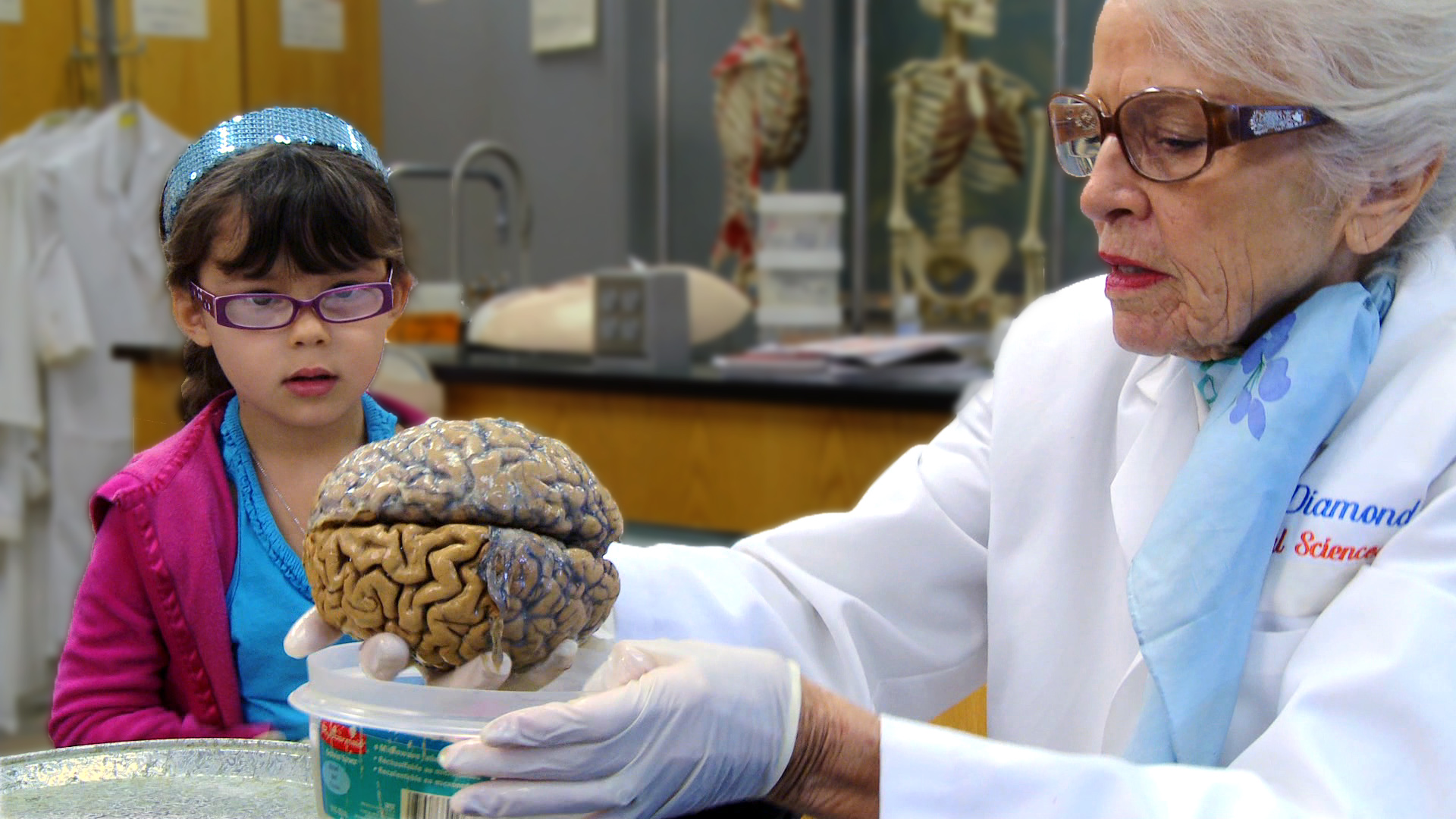
Marian Diamond zeigt einem 4-jährigen Mädchen ein Gehirn

Marian Cleeves Diamond (* 11. November 1926 in Glendale; † 25. Juli 2017 in Oakland) war eine US-amerikanische Wissenschaftlerin und Pädagogin, die als eine der Begründerinnen der modernen Neurowissenschaften gilt. Sie und ihr Team waren die Ersten, die den Nachweis erbrachten, dass sich das Gehirn durch Erfahrung verändern und durch Anreicherung verbessern kann, was heute als Neuroplastizität bezeichnet wird. Ihre Forschungen am Gehirn von Albert Einstein trugen dazu bei, die laufende wissenschaftliche Revolution im Verständnis der Rolle der Gliazellen im Gehirn voranzutreiben. Ihre YouTube-Vorlesungen zur Integrativen Biologie waren 2010 der zweitbeliebteste College-Kurs der Welt. Sie war Professorin für Anatomie an der University of California, Berkeley. Weitere veröffentlichte Forschungsarbeiten befassten sich mit den Unterschieden zwischen der Großhirnrinde von männlichen und weiblichen Ratten, dem Zusammenhang zwischen positivem Denken und der Gesundheit des Immunsystems sowie der Rolle der Frauen in der Wissenschaft.

## Biographie

### Herkunft und Ausbildung
Marian Cleeves wurde in Glendale als sechstes und letztes Kind der Familie von Dr. Montague Cleeves und Rosa Marian Wamphler Cleeves geboren. Ihr Vater war ein englischer Arzt und ihre Mutter eine Lateinlehrerin an der Berkeley High School. Diamond wuchs in La Crescenta auf. Zusammen mit ihren Geschwistern besuchte sie die La Crescenta Grammar School, die Clark Junior High School, die Glendale High School und schließlich das Glendale Community College, bevor sie an die University of California, Berkeley, ging. In Berkeley spielte sie Tennis und erhielt eine Letter jacket als Auszeichnung.
Als Diamond mit 15 Jahren ihrem Vater im Los Angeles County Hospital nachlief, sah sie ihr erstes menschliches Gehirn. Das Gehirn lag auf einem Tisch in der Mitte des Raumes, wo vier Männer in weißen Laborkitteln herumstanden. Dieses Bild habe sich für immer in ihr Gehirn gebrannt, da sie es so faszinierend fand, dass dieses Gehirn die komplexeste Masse von Protoplasma dieser Erde sei. Seitdem wusste Diamond, dass sich eines Tages eine Möglichkeit ergeben würde, um mehr zu erfahren und konzentrierte sich eher weiter auf ihre Allgemeinbildung.

### Berufliche Laufbahn
Nach ihrem Bachelor-Abschluss 1948 verbrachte Diamond einen Sommer an der Universität Oslo, bevor sie als erste weibliche Doktorandin der Anatomieabteilung nach Berkeley zurückkehrte. Ihre Dissertation mit dem Titel „Functional Interrelationships of the Hypothalamus and the Neurohypophysis“ wurde 1953 veröffentlicht.
Während des Promotions-Studiums begann Diamond auch zu unterrichten, eine Leidenschaft, die sie bis in ihre achtziger Jahre ausübte. Marian Diamond erhielt ihren Doktortitel in menschlicher Anatomie. Nachdem sie von 1952 bis 1953 als Forschungsassistentin an der Harvard University gearbeitet hatte, wurde Diamond von 1955 bis 1958 die erste weibliche Dozentin für Naturwissenschaften an der Cornell University, wo sie Humanbiologie und vergleichende Anatomie unterrichtete. Diamond kehrte 1960 als Dozentin an die University of California, Berkeley, zurück. Als Neuroanatomin beteiligte sich Diamond an einem laufenden Forschungsprojekt mit den Psychologen David Krech, Mark Rosenzweig und dem Chemiker Edward Bennett. Als sie im Jahr 1964 ihre Arbeit veröffentlichen wollten, sollten die Namen ihrer Mitautoren, David Krech und Mark Rosenzweig, vor dem ihren stehen - ein Beispiel für den Matilda-Effekt, demzufolge die Leistungen weiblicher Wissenschaftler weniger Beachtung finden. Diamond protestierte, und die Zeitschrift setzte ihren Namen an die erste Stelle.
1964 hatte Diamond den ersten Beweis für die Plastizität der Großhirnrinde von Säugetieren durch anatomische Messungen. Diese Ergebnisse „öffneten die Türen für unsere Experimente, die in den nächsten 37 Jahren folgen sollten“.
Die UC Berkeley berief Diamond 1965 als Assistenzprofessorin, später als ordentliche Professorin und schließlich als emeritierte Professorin bis zu ihrem Tod im Jahr 2017. Im Jahr 1984 hatten Diamond und ihre Mitarbeiter Zugang zu genügend Gewebe von Einsteins Gehirn, um es erstmals zu analysieren und ihre Forschungsergebnisse zu veröffentlichen. Der 1985 erschienene Artikel „On the Brain of a Scientist: Albert Einstein“ löste in der akademischen Welt eine Kontroverse über die Rolle der Gliazellen aus und weckte ein neues Interesse an Neuroglia.
Marian Diamond hat an der Berkeley University vier Kurse unterrichtet. Unter ihnen war „Das Nervensystem“, welches sie für mehrere Jahrzehnte unterrichtete. Im Herbstsemester hielt sie die Kurse „Anatomie des Menschen“ und „angewandte Anatomie“.  Diamond selbst sagte, dass sie den Studenten beibringen wollte, dass alle Systeme zusammenarbeiten. Des Weiteren erwähnte sie, dass sie diese Kurse weiterhin unterrichtete, weil sie der Meinung gewesen sei, dass wenn mehr Menschen die Struktur und Funktion des Körpers wissen würden, mehr Menschen sie besser um ihren Körper kümmern würden.

### Privatleben
Marian heiratete 1950 Richard Martin Diamond, mit dem sie vier Kinder hatte: Catherine Theresa (1953), Richard Cleeves (1955), Jeff Barja (1958) und Ann (1962). Sie ließen sich 1979 scheiden. Im selben Jahr lernte Diamond den Neurologie-Professor Arnold Bernard Scheibel (1923–2017) kennen, den sie 1982 heiratete.

### Beiträge zur Neurowissenschaft, Neuroanatomie, Neuroplastizität
Neuroplastizität: Diamond war ein Pionier der anatomischen Neurowissenschaften, dessen bedeutende wissenschaftliche Beiträge unsere Sichtweise des menschlichen Gehirns für immer verändert haben. Diamond erbrachte Anfang der 1960er Jahre den ersten wissenschaftlichen Nachweis der anatomischen Neuroplastizität. Damals war der wissenschaftliche Konsens, dass die Beschaffenheit des Gehirns genetisch bedingt und unveränderlich sei. Diamond zeigte, dass die strukturellen Komponenten der Großhirnrinde in jedem Alter, von der pränatalen Phase bis ins hohe Alter, durch eine bereicherte oder verarmte Umgebung verändert werden können. Ihr erstes anatomisches Experiment und Wiederholungsexperimente mit jungen Ratten ergaben, dass die Großhirnrinde der begünstigten Ratten um 6 % dicker war als die der benachteiligten Ratten, und zwar aufgrund unterschiedlicher früher Lebensumstände. Ein angereicherter Kortex zeigt eine größere Lernfähigkeit, während ein verarmter Kortex eine geringere Lernfähigkeit aufweist. Diese paradigmatischen Ergebnisse, die 1964 veröffentlicht wurden, trugen dazu bei, die moderne Neurowissenschaft zu begründen.
Einsteins Gehirn: Anfang 1984 erhielt Diamond von Thomas Stoltz Harvey vier Blöcke des konservierten Gehirns von Albert Einstein. Harvey, der zum Zeitpunkt von Einsteins Tod Pathologe am Princeton Hospital war, hatte Einsteins Gehirn bei einer Autopsie im Jahr 1955 entnommen und behielt das Gehirn in seinem persönlichen Besitz. Die Tatsache, dass das Einstein-Gehirngewebe bereits in Celloidin eingebettet war, als das Diamond-Labor es erhielt, bedeutete, dass die Auswahl der Untersuchungsmethoden etwas eingeschränkt war. Dennoch gelang es ihnen, sowohl den oberen präfrontalen (Areal 9) als auch den unteren parietalen (Areal 39) Assoziationskortex der linken und rechten Hemisphäre von Einsteins Gehirn zu analysieren und die Ergebnisse mit den identischen Regionen in der Kontrollbasis von elf menschlichen, männlichen, konservierten Gehirnen zu vergleichen. Aus einer früheren Analyse der elf Kontrollgehirne erfuhr das Diamond-Labor, „dass der frontale Kortex mehr Gliazellen/Neuronen hat als der parietale Kortex.“ Nach vielen Jahren der Forschung verfügten Diamond und ihr Team über Daten, die bewiesen, dass im Rattenhirn die Gliazellen unter optimierten Bedingungen zunahmen, aber nicht mit dem Alter.
Diamond und ihre Mitarbeiter entdeckten, dass der große Unterschied in allen vier Bereichen in den nichtneuronalen Zellen lag. Einstein hatte mehr Gliazellen pro Neuron als die durchschnittlichen männlichen Gehirne der Kontrollgruppe. Der größte Unterschied wurde im Areal 39 der linken Hemisphäre von Einsteins Gehirn festgestellt, wo der Anstieg der Zahl der Gliazellen pro Neuron statistisch signifikant größer war als bei den Kontrollgehirnen. Für diese Ergebnisse wurden Astrozyten- und Oligodendrozyten-Gliazellen zusammengeführt.
Diamond wies nach, dass sich die strukturelle Anordnung der männlichen und weiblichen Hirnrinde deutlich unterscheidet und in der Folge durch das Fehlen von Geschlechtshormonen verändert werden kann.
Diamond zeigte auch, dass der dorsale laterale frontale zerebrale Kortex in der immunschwachen Maus beidseitig defizitär ist und durch Thymustransplantationen wiederhergestellt werden kann. Beim Menschen erhöht die kognitive Stimulation die zirkulierenden CD4-positiven T-Lymphozyten, was die Idee unterstützt, dass die Immunität bewusst beeinflusst werden kann, mit anderen Worten, dass positives Denken das Immunsystem beeinflussen kann.

### Das erste Experiment
Als Diamond sich gerade in Berkeley eingelebt hatte, sei sie in das Büro von Krech, Rosenzweig und Bennett gegangen, und hat dort von deren neue Idee, welche von Donald Hebb der McGill-Universität inspiriert worden war, gehört. Hebb hatte die Idee, dass Ratten, welche in einer ausgewogenen Umgebung, wie beispielsweise einem großen Haus mit Fluren, Treppen und Kinderspielzeug, ein besser ausgeprägtes Gehirn hätten, als Ratten, welche in einem kleinen Käfig leben. Durch Hebbs Observation hat das Berkeley Team, zu welchem im weiteren Verlauf auch Marian Diamond gehörte, die Idee bekommen, Ratten in verschiedenen Verhältnissen aufwachsen zu lassen. Zwölf Ratten sind in einem großen Käfig mit Spielzeug aufgewachsen, wohingegen eine einzelne Ratte in einem verarmten Käfig ohne Spielzeug aufwuchs.
Als diese Ratten nun in Labyrinthen getestet wurden, hatten die Ratten aus der besseren Umgebung bessere Ergebnisse als die Ratten aus der verarmten Umgebung. Nach Tests der verschiedenen Ratten wurde festgestellt, dass die besser lebenden Ratten mehr Acetylcholinesterase besaßen.
Als Diamond im Büro von Krech, Bennett und Rosenzweig auftauchte, seien diese anfangs überrascht gewesen, haben sie aber prompt akzeptiert und in ihr Projekt aufgenommen. Die Forschungsprozesse umfassten die Entnahme des Gehirns der Laborratte und die chemische Fixierung bzw. Konservierung des Gehirngewebes. Das Hirngewebe wird in 20 Mikrometer dicke Scheiben geschnitten, welche unter dem Mikroskop untersucht wurden. Bei diesem Prozess wurde dann die Dicke der Großhirnrinde beider Rattenarten betrachtet. Diamond sah bei diesem Prozess einen Unterschied. Die gut umsorgten Ratten hatten eine dickere Großhirnrinde als die verarmten Ratten. Dieser Unterschied war allerdings nicht groß genug, um ihn zwanglos beobachten zu können. Diese Unterschiede hat Diamond unter einem Mikroskop verglichen und hat herausgefunden, dass die gut umsorgten Ratten eine um sechs Prozent dickere Großhirnrinde als die verarmten Ratten hatten. Diese sechs Prozent Differenz zeigte sich bei neun von neun Fällen. Dies war das erste Mal, dass jemand eine strukturelle Veränderung im Gehirn eines Tieres aufgrund verschiedener Lebenserfahrungen feststellen konnte.

### Die ersten Erfolge
Diamond widmete sich dieser Forschung ein weiteres Jahr und wiederholte diesen Versuch an neun anderen Tieren. Zu dem Zeitpunkt war es 1963 und Diamond hatte vier Kinder, weshalb sie nur halbzeitig in der Universität war, wo sie anspruchsvolle und bahnbrechende Arbeit im Labor leistete. Diamond selbst sagt, dass es schwer sei, sich an diese Zeit zu erinnern. Sie erinnere sich aber an den Tag, an dem sie in das Büro von David Krech gestürmt sei, um ihm ihre Ergebnisse zu zeigen. Er habe ihr gesagt, dass dies einzigartig sei, und es würde das wissenschaftliche Denken über das Gehirn verändern. 1964 veröffentlichten Diamond, Krech, Bennett und Rosenzweig eine Arbeit über ihre Ergebnisse. Die Arbeit „The Effects of an Enriched Environment on the Histology of the Rat Cerebral Cortex“, beinhaltet diese Ergebnisse.
In dieser Arbeit steht zum einen, dass sich die Gehirnchemie von bessergehaltenen Ratten verändert habe und auch das Gewicht des Gehirns zugenommen habe. Der visuelle Kortex sei um 7,6 % gewachsen. Der somatosensorische Cortex sei wiederum um 3,3 % gewachsen. Dieser Anstieg war konsistent und wiederholbar, da die kortikalen Gewichte von trainierten Tieren in 79 % der Fälle (53 von 67) für das visuelle Areal und in 64 % der Fälle (43 von 67) für das somatosensorische Areal über denen von isolierten und untrainierten Ratten lagen. Im Subkortex gab es wiederum keine Gewichtszunahme und das Körpergewicht der isolierten Ratten waren um 7 % besser als das der trainierten Ratten. Bis zu diesem Zeitpunkt wurde angenommen, dass das Gehirn nicht in der Lage sei, makroskopische physikalische Veränderungen als Folge von Veränderungen der Erfahrung zu bewirken. Aufgrund der Befunde von Diamond, Krech, Bennett und Rosenzweig wurden weitere Untersuchungen als unerlässlich erachtet, um mögliche Ursachen für die Zunahme des kortikalen Gewichts zu ermitteln.

### Diamonds erste große Konferenz
Ein Jahr nach der Veröffentlichung dieser Arbeit, stand Diamond bei einer Sitzung über das Gehirn auf der Jahrestagung der „American Association of Anatomists“. Diamond selbst sagte, dass sie in einem Konferenzraum in Washington D.C. und sehr verängstigt gewesen sei. In diesem Raum waren Hunderte von Menschen, wovon nur wenige Frauen gewesen seien sollen, und dies war das erste wissenschaftliche Papier, welches sie auf einer großen Konferenz gehalten habe.
Nachdem sie fertig war, haben alle applaudiert, bis ein Mann im hinteren Teil des Raumes aufgestanden sei, und gerufen habe, „Young Lady, that brain cannot change!“. Diamond selbst sagt, dass es damals ein noch größerer Kampf für Frauen im wissenschaftlichen Sektor gewesen sei, als heute und Leute auf wissenschaftlichen Konferenzen seien sowieso von Anfang an sehr kritisch gegenüber den vorgestellten Ergebnissen.
Da Diamond aber ein gutes Gefühl über ihre Arbeit hatte, habe sie dem Mann höflich vermittelt, dass die vorgeführten Befunde durch Replikationsexperimente bestätigt wurden und die Veränderung eines Gehirnes sehr wohl möglich sei. „I’m sorry, sir, but we have the initial experiment and the replication experiment that shows it can.“ Es gab aber auch Menschen, die hinter Diamond standen, sie ermutigten und meinten, dass ihre Ergebnisse auch noch in weiter Zukunft von Bedeutung haben werden. Einer dieser Menschen war zum Beispiel Ed Bennett, mit dem sie auch die Forschung, dessen Ergebnisse Diamond vorgestellt hatte, betrieben hat.

## Weitere Forschungen
Diamond erforschte auch die Veränderungen des Gehirnes durch verschiedene Faktoren. Bei diesen Forschungen untersuchte sie die anatomischen Veränderungen des Gehirnes bei verschiedenen Umwelteinflüssen, das Gehirn bei der Überstimulation nach einer Gehirnverletzung, den Geschlechtsunterschied in der Anatomie der Großhirnrinde und den Einfluss der Großhirnrinde auf das Immunsystem.

### Geschlechtsunterschiede in der Anatomie der Großhirnrinde
Anfangs wurde die kortikale Asymmetrie bei männlichen Ratten in verschiedenen Entwicklungs- und Alterungsstudien festgestellt. Dort hat Diamond festgestellt, dass bestimmte Bereiche auf der rechten Gehirnhälfte bei männlichen Ratten im Alter von bis zu 650 Tagen dicker sind als auf der linken Seite.
Bei männlichen Ratten im Alter von 900 Tagen gab es keine statistischen Unterschiede zwischen der rechten und linken Hemisphäre. Dies deutete darauf hin, dass die sehr alte männliche Hirnrinde, der jungen weiblichen Hirnrinde ähnelt. Diesen Erkenntnissen ging Diamond ab 1984 weiter nach. Bei diesen Forschungen hat Diamond herausgefunden, dass der weibliche linke Kortex an 36 Stellen dicker war als der männliche Kortex. Dieses Wissen gab Diamond ein gutes Gefühl bei ihrer Arbeit und es gab ihr einen Grund, warum sie bei ihren Studien anders herangegangen ist als ihre männlichen Kollegen.
Es wurde berichtet, dass die männlichen Ratten, den weiblichen Ratten bezüglich derer visuellen räumlichen Fähigkeiten überlegen waren, und dass diese räumliche Lateralität für die Territorialität beim Männchen wichtig ist. Diese rechte strukturelle Dominanz in der visuell räumlichen Region des Kortex sorgt dafür die männliche Geschlechterrolle zu erfüllen. So kam die Hypothese, dass diese Symmetrie im weiblichen Gehirn vorteilhaft für das Beschützen ihrer Jungen sei, wohingegen sich ein asymmetrisches Muster hinderlich für beschützendes Verhalten erweise.
Bei weiteren Studien, um die Rolle der Geschlechtshormone im Einfluss auf die Lateralität zu bestimmen, kam heraus, dass die Entfernung des Geschlechtsorganes bei einer männlichen Ratte dazu führte, dass sich die rechts größere Kortikaldicke überall im Kortex ausbreitete, außer im visuellen Kortex, wo ein deutlicher Unterschied zwischen der rechten und linken Hälfte zu sehen war. Der Einfluss von weiblichen Sexualsteroidhormone auf die Dimensionen des Kortexes sind zufälligerweise gefunden worden.
Bei dem Vergleich zwischen der kortikalen Dicke von bereicherten und verarmten Ratten im postpartalen Zustand haben Diamond und ihr Team unerwarteterweise herausgefunden, dass es keine signifikanten Unterschiede zwischen den Kortexen gab. Auch bei weiteren Versuchen ließen sich keine klaren Unterschiede nachweisen. Dies liegt daran, dass die bereicherten als auch die verarmten Ratten ihre Kortikalisdicke während der Schwangerschaft erhöht hatten und somit ist die verarmte Gehirnrinde auf die Größe der bereicherten Gehirnrinde gewachsen.

### Einfluss der Großhirnrinde
Als Marian Diamond 19 Jahre alt war, versprach sie ihrer 26-jährigen im Sterben liegenden Schwester, die Rolle der Großhirnrinde beim Immunsystem zu erforschen. Diamond verlor nicht nur ihre Schwester an Lupus, auch einen Bruder, eine Nichte und einen Neffen.
Dies waren weitere Gründe für sie diese Forschung zu betreiben. In den frühen 1980er-Jahren las Diamond einen Artikel des französischen Wissenschaftlers René Renoux, welcher besagte, dass Läsionen in der Großhirnrinde zu einer Hemmung oder Verstärkung des Immunsystems führen kann.
Durch diese Forschungsergebnisse wurde Diamond angeregt in diesem Bereich selbst weiterzuforschen. Nach ersten Forschungen zeigten Diamonds Ergebnisse, dass der dorsale laterale frontale Kortex auch bei verschiedenen Rattenarten beidseitig mit einem Defizit befallen war.
Weitere Forschungen Diamonds aus den Jahren 1996 und 1997 bestätigten diese kortikale Defizienz. Nach weiteren Forschungen an Nagetieren stellte Diamond heraus, dass kortikale Immunreaktionen nicht Geschlechterabhängig sind und auch bei verschiedenen Tierarten stattfinden und war daher bereit weitere Experimente, bezüglich dieser Studie, am Menschen durchzuführen.
Um Menschen mit den gegebenen Voraussetzungen zu finden, ließen Diamond und ihr Team die Menschen das Kartenspiel Bridge spielen. So wollten sie Menschen mit dorsalen lateralen präfrontalen Läsionen finden. Diamond und ihr Team stellten die Hypothese auf, dass dieser Bereich des Kortexes beim Bridge spielen stimuliert werden könnte und möglicherweise somit die Produktion von T-Lymphozyten beeinflussen könnte.
Um dieser Theorie nachzugehen, nahmen Diamond und ihr Team vor und nach einem 1,5-stündigen Bridge-Spiel den Testpersonen, welche erwachsenen Frauen waren, Blutproben ab. Bei der Auswertung der Blutproben stellte Diamond fest, dass die CD4 Zelltypen angestiegen sind, wohingegen die anderen Zelltypen nicht gestiegen sind. Auch bei Versuchspersonen, welche nicht am Bridge-Spiel teilgenommen haben, wurden Blutproben entnommen. Bei diesen Blutproben gab es bei keinem CD-Zelltypen einen signifikanten Anstieg.
Somit kam Diamond zu dem Entschluss, dass Menschen mit einer Beeinträchtigung des frontalen Kortexes ihr Immunsystem stärken können, indem sie Aufgaben erledigen, welche den Frontallappen direkt stimulieren. Somit regen sie die Bildung von den CD4-Zelltypen an.

### Überstimulation nach Gehirnverletzungen
Ebenfalls forschten Diamond und ihr Team, was für einen Einfluss die Menge an Spielzeug und die Häufigkeit der Spielzeugwechsel (Überstimulation) hatten. Diese Forschung kam zustande, weil Kinderärzte Diamond gefragt hatten, was für einen Einfluss eine zu große Stimulation der Großhirnrinde für einen Effekt hat.
Die Experimente wurden bei gut verpflegten Ratten durchgeführt. Diese Ratten wurden für 30 Tage, vom Alter von 60 – 90 Tagen, in diesen Bedingungen gehalten. Bei diesen Forschungen haben Diamond und ihr Team keine signifikanten Unterschiede der kortikalen Dicke feststellen können. So kam die Hypothese zustande, dass das Spielzeug, mit dem die Ratten beschäftigt wurden, diese genug von ihren beengten Lebensbedingungen abgelenkt haben oder die Ratten ausreichend unterhalten wurden, sodass diese keinen Stress verspürten.
Um die Frage der Kinderärzte zu beantworten, hat Diamonds Team die Spielzeuge bei den Ratten vier Wochen lang, jeden Tag drei aufeinanderfolgende Stunden gewechselt, anstatt jeden Tag oder ein paar Mal pro Woche. Dies führte zu dem Ergebnis, dass der zusätzliche Input des Spielzeuges eher für eine Verlangsamung des Wachstums für den Kortex sorgte.
Durch andere Forscher und dessen Forschungen haben Diamond und ihr Team herausgefunden, dass bestimmte mit Stress verbundene Hormone, wie Kortison, einen Einfluss auf das Wachstum des Gehirnrinde hat.
Daraufhin führten Diamond und ihr Team Versuche mit Jungtieren durch, bei denen die Nebennieren entfernt worden waren. Bei diesen Tieren haben sie das größte Wachstum der Kortikaldicke unter allen Versuchsbedingungen feststellen können, welches die Theorie, dass bestimmte Hormone, wie Kortison, dass Wachstum des Gehirns beeinträchtigen, bestätigt. Nach allen Forschungen hat Diamond fünf Faktoren, welche für ein gesundes Gehirn wichtig sind, feststellen können. Diese Faktoren sind Ernährung, Bewegung, Herausforderung, Neuheit und Liebe.

## Auslandserfahrungen

### Australien
Während ihres 6-monatigen Aufenthaltes fragte Professor Richard Mark vom Biologiesektors der Australia National University in Canberra, ob sie ein Seminar bezüglich ihrer Forschungen halten könne. Darüber war Diamond besonders froh, da sie neue Daten bezüglich der Forschung auf das weibliche Gehirn hatte, obwohl es vorher nur Daten zur Forschung von männlichen Gehirnen gab. Zu diesem Seminar tauchten nur drei Leute auf. So realisierte sie, dass die Männer in Australien zur damaligen Zeit eine sexistische Einstellung hatten und es keine weiblichen Professoren gab.
Dem ersten Seminar gab Diamond den Titel „Environmental Influences on the Female Brain“. Später wurde sie gefragt, ob sie nochmals ein Seminar halten könne, worauf hin sie dies „The Effects of the Environment on the Mammalian Brain“ nannte. Bei diesem Seminar war das Haus voll.
Im weiteren Verlauf dieser Auslandsreise fragte der Direktor der Village Creek primary school in Kumbah, Canberra, ob Diamond, nachdem sie den Eltern einen Kurs bezüglich des Gehirnes hielt, auch einen für die Kinder halten könne. Daraufhin forderte Diamond, dass sie ein menschliches Gehirn brauche, welches ihr allerdings verweigert wurde.
Die Krankenschwestern hörten ihre Bitte und brachten ihr daraufhin ein Gehirn. Daraufhin bekam Diamond ein Forschungsstipendium, mit dem sie in die Schweiz kam. Dort reiste sie jeden Tag an eine andere Schule, um Kurse für die Kinder zu halten. Als Beweis für ihren Erfolg sieht Diamond den Tag an, als das Auto der Frau des Premierministers vor ihrer Tür stand, um sie abzuholen, da sonst kein anderes Auto zur Verfügung stand.

### China
1978 besuchte Marian Diamond anfangs nur als Ehefrau von Richard Diamond und seinem Kollegen Professor John Rasmussen China. Diese wurden von den Physik Professoren der Fudan University in Shanghai eingeladen.
Zu diesem Zeitpunkt hat Diamond mehrere Operationen am Nervensystem miterlebt, welche unter Akupunktur Amnestie stattgefunden haben. Dort wurde herausgefunden, dass Schmerzen gelindert werden können, wenn der zentrale und parafasciculare Thalamuskern stimuliert werden. Daraufhin fragte Diamond nach dem Endorphinegehalt in den Gehirnteilen, worauf die Ärzte keine Antwort hatten.
Als Diamond wieder zuhause ankam, ging sie diesem nach und fand heraus, dass der Thalamuskern reich an Endorphinen sei.
1985 reiste Diamond für sechs Wochen mit ihrem zweiten Ehemann zurück nach China. Dort hielt sie dann ein Seminar über ihre Forschung von verschiedenen äußeren Einflüssen auf das Gehirn. Daraufhin hielt sie noch eine Lektüre über ihre Forschung von Albert Einsteins Gehirn in einem überfüllten Raum.
Diamond wurde nach ihren Lektüren informiert, dass sie die erste anderssprachige Person war, welche eingeladen war, eine Lektüre zu halten. Kurz vor ihrer Abreise haben sie Arrangements gemacht, dass sie sich an die Forschung von englischsprachigen und chinesischsprachigen Gehirn setzt.
1998 wurde Diamond nach einem erneuten Besuch nach Shanghai gefragt, einen Vortrag zur Plastizität des Gehirns zu halten. Die Daten einer Doktorandin habe Diamond besonders interessiert, da diese die schädlichen Effekte von wenig Proteinen während der Schwangerschaft zeigten. Wenn nach der Schwangerschaft und während des Stillens allerdings eine proteinreiche Ernährung bereitgestellt wurde, wuchs der Kortex wieder, zwar nicht wie er normal wächst, allerdings zeigte dieser Bereich eine Veränderung, welche es ohne Proteinzufuhr nicht gegeben hätte.

### Nairobi, Kenia, Afrika
Im Jahr 1988 lud der Vorsitzende der Anatomieabteilung an der Medizinschule in Nairobi, Professor James Kimani, Diamond und ihren zweiten Ehemann Arne Scheibel ein, sechs Wochen lang Unterricht bezüglich des Gehirnes, vielmehr hinsichtlich der Umwelteinflüsse, einer Theorie der biologischen Grundlagen von Schizophrenie und Alterung zu halten.
Während diesem Besuch verriet die Frau von Dr. Kimani, welche Gynäkologin war, dass die Frauen in Nairobi während der Schwangerschaft nur wenig Proteine zu sich nähmen, da sich sonst zu große Babys gebären würden. Diamond wunderte sich, ob ihre Lektüren bezüglich der Wichtigkeit von der Zunahme von Proteinen während der Schwangerschaft irgendeinen Effekt hatte.

### Kambodscha
Nachdem Diamond sich jahrzehntelang mit den Auswirkungen von angereicherten und verarmten Umgebungen beschäftigte, gründete sie ihr Projekt, welches „Enrichment In Action“ (EIA) genannt wurde. Dieses Projekt konnte durch private Spenden finanziert werden. Das Ziel dieses Projektes war es, körperlich und geistig verarmten Kindern ein besseres Leben zu verschaffen.
Im Dezember 2001 arbeitete Diamond mit ihrer Freundin Carole Miller fünf Wochen lang mit Waisenkindern die in einem buddhistischen Lager im Wald neben den Angkor Wat-Tempeln in Siem Reap, Kambodscha lebten.
Dieses Projekt begannen sie mit drei Zielen: Sie wollten ihre Ernährung aus Fisch und Reis mit zusätzlichen Mineralien und Vitaminen bereichern und sie über eine ausgewogene Ernährung aufklären. Sie wollten ihr Wissen und mentalen Fähigkeiten in Englisch und mit Computerunterricht erweitern, damit sie gute Jobs in der Zukunft kriegen können. Außerdem wollten sie ihre Interaktion mit Ausländern durch körperliche und geistige Spiele verbessert. Sie wollten die Kinder auch wissen lassen, dass sie sich um sie kümmern, indem sie ihnen so viel Interaktion, Freundlichkeit, Rücksichtnahme und Liebe gaben, wie es geht.
Die Alterspanne dieser Kinder lag von 10 – 19 Jahren, wobei die 19-jährigen gerade mal die zweite Klasse absolviert haben. Da wurde Diamond bewusst, dass das Alter kein adäquates Kriterium wäre, um die Kinder zu beurteilen.
Seit 2001 ist Diamond jedes Jahr für zwei Wochen nach Kambodscha gereist, um weitere Lehrmethoden zu teilen. Außerdem lässt sie sich in Englisch geschriebene Papiere schicken, um den Leistungsstand der Kinder zu kontrollieren.

## Einfluss auf Forschungen externer Wissenschaftler

### Dennis Malkasian
Diamonds Gedanke, ob Unterschiede in Gehirnen von Ratten, welche bis zum 25- tägigen Alter mit ihren Müttern in bestimmten Konditionen lebten, festzustellen seien hat den neuen Doktoranden Dennis Malkasian angeregt und ermutigt diesem nachzuforschen. Er führte ein Experiment mit Welpen und Hundemüttern durch. Malkasian hat in einen ausgestalteten Käfig drei Hundemütter mit drei Welpen gesteckt und in einen verarmten Käfig eine Hundemutter mit drei Welpen. Als die Hunde auf diese Konditionen trafen, waren diese sechs Tage alt. Sie wurden acht Tage später, mit 14 Tagen, wieder aus diesen Konditionen entfernt. Malkasian und Diamond haben zusammen weitergeforscht und haben in diesen Versuchsablauf keine Veränderungen im visuellen Kortikalis feststellen können.

### Alison Mckenzie
Diamonds Forschung bezüglich des Einflusses von Kortison auf das Wachstum des Gehirnes regte die Physiotherapeutin Alison Mckenzie an, herauszufinden, ob signifikante neurologische Veränderungen bei Ratten mit einer verletzten Großhirnrinde festzustellen sind. Bei diesem Versuchen hat Mckenzie eine kompensatorische Hypertrophie festgestellt.

### Gary Gaufo
Durch Diamonds Forschungen über den Einfluss der Großhirnrinde auf das Immunsystem konnte der damalige Doktorand Gary Gaufo herausfinden, wie er den Thymus transplantieren und die Defizite in der Hirnrinde im Blut umkehren kann.

## Dokumentarfilm

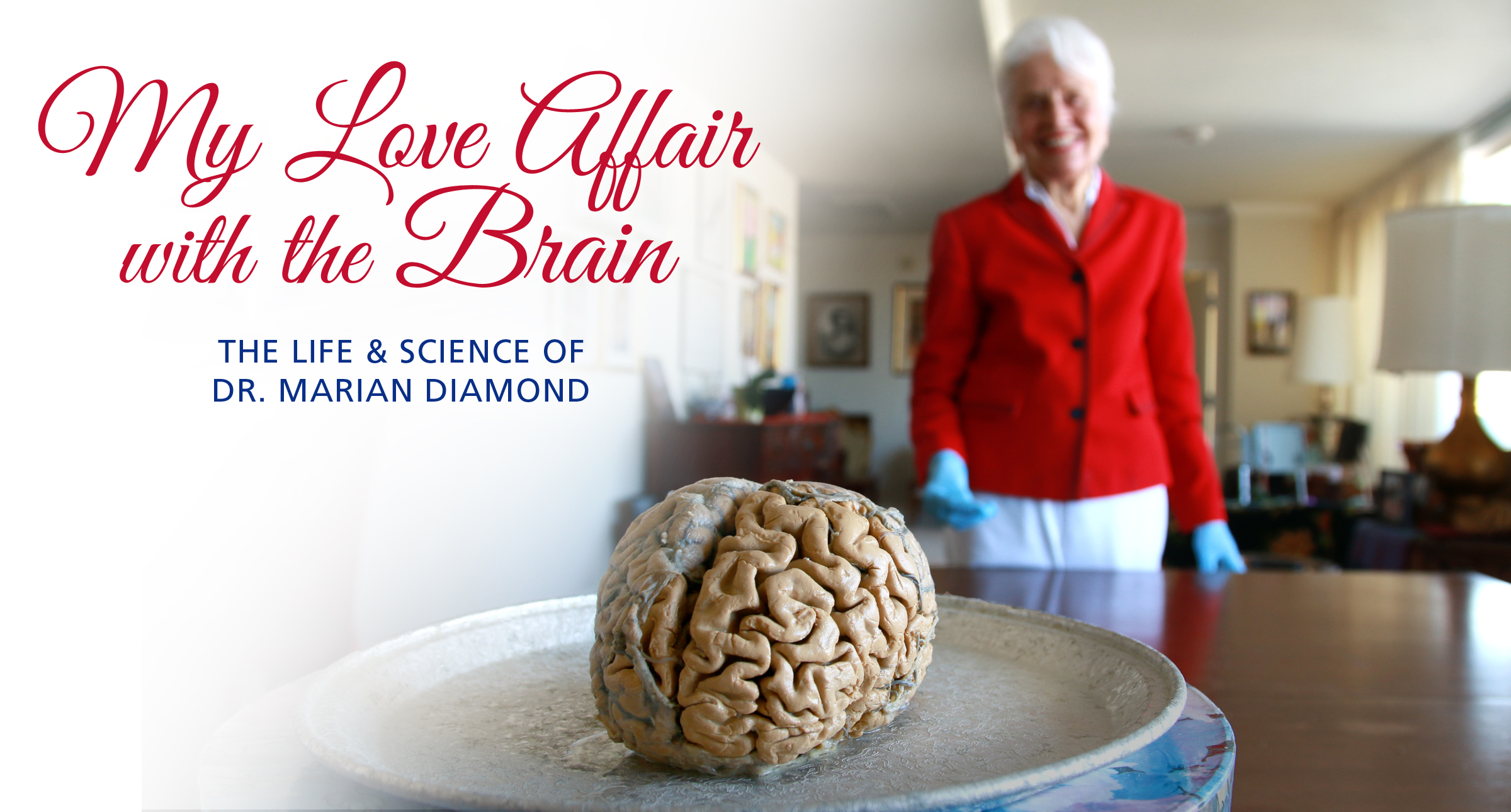
Dokumentarfilm My Love Affair with the Brain: The Life and Science of Dr. Marian Diamond

My Love Affair with the Brain: The Life and Science of Dr. Marian Diamond ist ein Dokumentarfilm aus dem Jahr 2017 über Diamonds Leben als Pionierin der Wissenschaft, ihre Neugier und Leidenschaft für das menschliche Gehirn sowie ihre Forschung und ihre Liebe zur Lehre. Die Produzenten und Regisseure Catherine Ryan und Gary Weimberg von Luna Productions begleiteten Diamond während der letzten fünf Jahre ihrer wissenschaftlichen und pädagogischen Laufbahn mit der Kamera. Die Eröffnungsszene des Films zeigt Diamond mit ihrer typischen Lehrmethode: Sie öffnet eine geblümte Hutschachtel, um ein konserviertes menschliches Gehirn zum Vorschein zu bringen, das sie dann in der Hand hält, während sie einen ihrer vielen Lieblingssprüche über die Wertschätzung des Gehirns aufzählt, wie zum Beispiel: „Das Gehirn ist eine drei Pfund schwere Masse, die man in der Hand halten kann und die sich ein Universum von hundert Milliarden Lichtjahren vorstellen kann.“
My Love Affair with the Brain wurde auf PBS ausgestrahlt, war für einen Emmy Award für eine herausragende Wissenschafts- und Technologiedokumentation nominiert (2018, National News and Documentary Emmy Awards), gewann den PRIX ADAV für den besten Lehrfilm des Jahres beim Pariscience Festival International du Film Scientifque, gewann den Kavli-AAAS Science Journalism Gold Award für die beste ausführliche Wissenschaftsdokumentation des Jahres 2017, wurde in die Science Books & Film Jahresendliste der besten Wissenschaftsfilme des Jahres 2017 aufgenommen und gewann zahlreiche Preise bei verschiedenen Festivals, darunter den Publikumspreis Best in Fest – RiverRun International Film Festival 2016, den Preis für den besten Spielfilm – American Psychological Association Film Festival 2016, den Preis für den besten Dokumentarfilm – Indigo Moon Film Festival, den Preis für den besten Dokumentarfilm – High Falls Film Festival, NY und den Preis für den Publikumsliebling – Mill Valley Film Festival, CA.

## Veröffentlichungen (Auswahl)
- Mohammed, A. H., Zhu, S. W., Darmopil, S., Hjerling-Leffler, J., Ernfors, P., Winblad, B., ... & Bogdanovic, N. (2002). Environmental enrichment and the brain. In Progress in brain research (Vol. 138, pp. 109–133). Elsevier.
- Diamond, M. C. (2001). Response of the brain to enrichment. Anais da Academia Brasileira de Ciências, 73(2), 211–220.[14]
- Diamond, M. C. (1994). Hearts, Brains, and Education: A New Alliance for Science Curriculum. Higher Learning in America, 1980-2000, 273.[15]
- Diamond, M. C. (1990). An optimistic view of the aging brain. In Biomedical advances in aging (pp. 441–449). Springer, Boston, MA.
- Diamond, M. C. (1988). Enriching heredity: The impact of the environment on the anatomy of the brain. Free Press.[16]
- Diamond, M. C., Scheibel, A. B., Murphy Jr, G. M., & Harvey, T. (1985). On the brain of a scientist: Albert Einstein. Experimental neurology, 88(1), 198–204.[17]
- Globus, A., Rosenzweig, M. R., Bennett, E. L., & Diamond, M. C. (1973). Effects of differential experience on dendritic spine counts in rat cerebral cortex. Journal of comparative and physiological psychology, 82(2), 175.[18]
- Diamond, M. C., Law, F., Rhodes, H., Lindner, B., Rosenzweig, M. R., Krech, D., & Bennett, E. L. (1966). Increases in cortical depth and glia numbers in rats subjected to enriched environment. Journal of Comparative Neurology, 128(1), 117–125.[19]
- Diamond, M. C., Krech, D., & Rosenzweig, M. R. (1964). The effects of an enriched environment on the histology of the rat cerebral cortex. Journal of Comparative Neurology, 123(1), 111–119.[20]
- Bennett, E. L., Diamond, M. C., Krech, D., & Rosenzweig, M. R. (1964). Chemical and anatomical plasticity of brain. Science, 146(3644), 610–619.[9]
- Diamond, M. C. (1963). Women in modern science. Journal of the American Medical Women's Association, 18, 891–896.[21]
- Rosenzweig, M. R., Krech, D., Bennett, E. L., & Diamond, M. C. (1962). Effects of environmental complexity and training on brain chemistry and anatomy: a replication and extension. Journal of comparative and physiological psychology, 55(4), 429.[22]

## Auszeichnungen
- Council for Advancement & Support of Education. Wash. D.C. award for California Professor of the Year and National Gold Medalist
- California Biomedical Research Association Distinguished Service Award
- Alumna of the Year—California Alumni Association
- San Francisco Chronicle Hall of Fame
- University Medal, La Universidad del Zulia, Maracaibo, Venezuela
- Brazilian Gold Medal of Honor
- Benjamin Ide Wheeler Service Award[23]
- The Distinguished Senior Woman Scholar in America awarded by the American Association of University Women, 1997.[3]
- Clark Kerr Award for Distinguished Leadership in Higher Education 2012[24]
- International House Alumni Faculty Award, 2016[25]
- Paola S. Timiras Memorial Award for Aging Research from the Center for Research and Education in Aging (CREA)2016[26]
- Distinguished Teaching Award 1975 awarded by the University of California Berkeley[27]